# Monaster Zaśnięcia Matki Bożej w Staricy
Monaster Zaśnięcia Matki Bożej – męski klasztor prawosławny w Staricy, w obwodzie twerskim. Podlega eparchii twerskiej.

## Historia
Klasztor został założony na brzegu Wołgi ok. 1110 przez dwóch mnichów z Monasteru Kijowsko-Pieczerskiego, Nikandra i Tryfona. Zakonnicy ci pragnęli uczynić z nowego klasztoru bazę dla dalszej działalności misyjnej w północnej części współczesnej europejskiej Rosji. Klasztor cieszył się poparciem książąt twerskich. Zabudowania klasztorne powstałe w XII w. zostały jednak zniszczone w czasie najazdów tatarskich; w 1272 najeźdźcy wymordowali całą wspólnotę monastyczną – ihumena Serapiona oraz ok. 100 zakonników. Do odrodzenia życia klasztornego pod kierownictwem ihumena Hermana doszło dopiero w XVI wieku. Wspólnotę wspierał finansowo ród Starickich. W 1530 zakończono budowę głównego soboru – Zaśnięcia Matki Bożej. Z kolei w 1570 car Iwan IV Groźny sfinansował wzniesienie refektarza połączonego z cerkwią Wprowadzenia Matki Bożej do Świątyni.
Pozycja klasztoru szybko wzrastała; jednym z jego mnichów był patriarcha moskiewski i całej Rusi Hiob. W XVI i XVII w. kontynuowano rozbudowę klasztoru ze środków prywatnych dobroczyńców. W 1681 w pożarze uległ zniszczeniu jeden z budynków mieszkalnych; w czasie odbudowy wzniesiono również cerkiew św. Jana Teologa nad bramą wjazdową do monasteru (następnie zamurowaną). W 1819 powstał drugi sobór klasztorny – Trójcy Świętej.
W 1918 klasztor został zamknięty, zaś pięć lat później formalnie zlikwidowany przez władze. Jego reaktywacja miała miejsce dopiero w 1997 na mocy dekretu arcybiskupa twerskiego i kaszyńskiego Wiktora (Olejnika). Jego pierwszym przełożonym po odnowieniu został ihumen Hermogen (Czirkow). Mnisi wrócili jednak tylko do części pierwotnego kompleksu budynków, gdyż cerkiew Wprowadzenia Matki Bożej do Świątyni z refektarzem została zaadaptowana na muzeum, zaś inne budynki zostały całkowicie zdewastowane. Główny sobór, przywrócony do użytku liturgicznego, stracił większość wyposażenia – istniejący w nim ikonostas jest współczesny.
Mnisi prowadzą działalność dobroczynną i edukacyjną (ośrodek kulturalny dla dzieci i młodzieży), klasztor jest znaczącym ośrodkiem pielgrzymkowym na ziemi twerskiej. W 2008 wspólnotę monastyczną tworzyło 4 zakonników.

## Architektura
Kompleks zabudowań monasterskich tworzą następujące obiekty:
- sobór Zaśnięcia Matki Bożej, XVI w. oraz dzwonnica, XVII w.
- cerkiew św. Jana Teologa (pierwotnie nadbramna), XVII w.
- cerkiew Trójcy Świętej, XIX w.
- ruiny cerkwi Wniebowstąpienia Pańskiego
- kompleks refektarza, ryznicy i cerkwi Wprowadzenia Matki Bożej do Świątyni, XVI w.
- kaplica św. Jerzego, XX w.
- mur otaczający klasztor z basztą i południową bramą wjazdową, XVIII–XIX w.
- mauzoleum gen. Glebowa-Streszniewa, XVIII w.
- budynek mieszkalny.

Ponadto w budowie są obiekty mające w przyszłości mieścić łaźnię, dom gościnny oraz kolejne cele dla mnichów.    